# Podsavezna nogometna liga NP Osijek 1952.
Liga je osnovana/obnovljena 24. veljače 1952.

## Način formiranja
- Proleter (Osijek), povratnik iz Druge savezne lige
- Slaven (Borovo), Dinamo (Vinkovci), Radnik (Daruvar) i Sloboda (Đakovo), povratnici iz Republičke lige
- Šparta (Beli Manastir), Jedinstvo (Slavonska Požega), Crvena zvijezda (u međuvremenu promijenila ime u Proleter, Slavonski Brod) i Graničar (Županja), sudionici finalnog dijela prvenstva Osiječke oblasti
- Borac (Virovitica) – ?

## Tablica
| Mj. | Klub                          | Sus. | Pobj. | Ner. | Por. | GR.    | Bod. |
| --- | ----------------------------- | ---- | ----- | ---- | ---- | ------ | ---- |
| 1.  | NK Proleter Osijek            | 18   | 15    | 2    | 1    | 103:20 | 32   |
| 2.  | SFD Slaven Borovo             | 18   | 10    | 4    | 4    | 33:26  | 24   |
| 3.  | NK Dinamo Vinkovci            | 18   | 9     | 2    | 7    | 36:35  | 20   |
| 4.  | NK Šparta Beli Manastir       | 18   | 8     | 2    | 8    | 32:31  | 18   |
| 5.  | RŠK Proleter Slavonski Brod   | 18   | 7     | 4    | 7    | 34:48  | 18   |
| 6.  | NK Graničar Županja           | 18   | 7     | 2    | 9    | 37:33  | 16   |
| 7.  | SD Jedinstvo Slavonska Požega | 18   | 5     | 4    | 9    | 30:41  | 14   |
| 8.  | SD Sloboda Đakovo             | 18   | 5     | 4    | 9    | 29:47  | 14   |
| 9.  | NK Radnik Daruvar             | 18   | 5     | 4    | 9    | 37:61  | 14   |
| 10. | FD Borac Virovitica           | 18   | 3     | 4    | 11   | 29:58  | 10   |

- Viši rang:
  - Proleter (Osijek) se plasirao u doigravanje prvenstva Hrvatske (pobijedio) i za ulazak u Prvu saveznu ligu – nije uspio. Plasirao se u novoformiranu Hrvatsko-slovensku ligu.
- Ispali:
  - Borac (Virovitica) i Radnik (Daruvar)
- Novi članovi:
  - Hajduk (Osijek), Metalac (Osijek), Sloga (Borovo) i Amater (Slavonski Brod)
- Napomena:
  - Za narednu sezonu liga je proširena na 12 klubova
- Kvalifikacije za ulazak u ligu:
  - Amater (Slavonski Brod) – Željezničar (Slavonski Brod) 2:0 i 0:1

## Natjecanje za prvaka NR Hrvatske
U natjecanju za prvaka NR Hrvatske su sudjelovali prvaci podsaveza i drugoplasirani iz Zagrebačke podsavezne lige.

### Eliminacijska runda
NK Šibenik – NK Proleter Osijek 0:2 2:6
NK Metalac Zagreb – NK Tekstilac Varaždin 7:1 0:2
SD Slavija Karlovac – NK Kvarner Rijeka 2:3 0:10

### Finalna runda
11. lipnja 1952.: NK Proleter Osijek – NK Metalac Zagreb 2:0
15. lipnja 1952.: NK Proleter Osijek – NK Kvarner Rijeka 3:0
18. lipnja 1952.: NK Metalac Zagreb – NK Kvarner Rijeka 1:2
22. lipnja 1952.: NK Kvarner Rijeka – NK Proleter Osijek 0:1
25. lipnja 1952.: NK Metalac Zagreb – NK Proleter Osijek 0:2
29. lipnja 1952.: NK Kvarner Rijeka – NK Metalac Zagreb 0:2
| Mj. | Klub               | Sus. | Pobj. | Ner. | Por. | GR. | Bod. |
| --- | ------------------ | ---- | ----- | ---- | ---- | --- | ---- |
| 1.  | NK Proleter Osijek | 4    | 4     | 0    | 0    | 8:0 | 8    |
| 2.  | NK Metalac Zagreb  | 4    | 1     | 0    | 3    | 8:7 | 2    |
| 3.  | NK Kvarner Rijeka  | 4    | 1     | 0    | 3    | 2:7 | 2    |

Prvak NR Hrvatske je postao NK Proleter Osijek.

## Kvalifikacije za ulazak u 1. saveznu ligu
| Mj. | Klub               | Sus. | Pobj. | Ner. | Por. | GR. | Bod. |
| --- | ------------------ | ---- | ----- | ---- | ---- | --- | ---- |
| 1.  | FK Velež Mostar    | 4    | 3     | 0    | 1    | 5:5 | 6    |
| 2.  | NK Odred Ljubljana | 4    | 2     | 0    | 2    | 8:7 | 4    |
| 3.  | NK Proleter Osijek | 4    | 1     | 0    | 3    | 6:7 | 2    |

U 1. saveznu ligu se kvalificirao FK Velež Mostar.